# Вагнер, Франц (футболист)
Франц Ва́гнер (нем. Franz Wagner; 23 сентября 1911, Вена, Австро-Венгрия — 8 декабря 1974, там же) — австрийский и немецкий футболист, полузащитник. Участник двух чемпионатов мира за две разные сборные.

## Биография
Франц Вагнер родился в Вене, там же он начал играть за местную команду «Крикет». Футболиста заметили в клубе «Рапид», искавшем правого полузащитника. 10 мая 1931 года Вагнер играет первую игру за «Рапид» против «Аустрии», где его команда побеждает 4:3. Всего за «Рапид» Вагнер проводит 237 матчей, забив один мяч и став шестикратным чемпионом Австрии и чемпионом Германии.
Вагнер провёл 18 встреч за сборную Австрии и даже поехал с ней на чемпионат мира в Италию. После аншлюса он стал призываться в сборную Германии, за которую провёл 3 игры.

## Достижения
- Чемпион Австрии: 1935, 1938, 1940, 1941, 1946, 1948
- Чемпион Германии: 1941
- Обладатель Кубка Германии: 1938